# M/S Gullmaj
Gullmaj, färja 328, är en av Trafikverket Färjerederiets största färjor. Den är reservfärja för de stora färjelederna i Göteborg och Lysekil. Lika stora som M/S Gullmaj är M/S Ada, M/S Beda, M/S Göta och M/S Marie som går på Hönöleden.
Dessa fyra tar 75 bilar, vilket även Gullmaj gjorde tidigare. På grund av den ökande storleken på bilar har dock färjan av säkerhetsskäl minskat sin kapacitet till 60 bilar. Detta skedde genom att man målade om däcket så färjan nu har fyra filer, jämfört med tidigare fem.
Den registrerade lastförmågan är 400 ton.

## Historia
- 1988 - 2014 trafikerade hon Gullmarsleden
- 2014 - 2017 trafikerade hon Svanesundsleden
- 2017- reservfärja för Björköleden, Gullmarsleden, Hönöleden, och Svanesundsleden